# Leopardus colocola
     Leopardus colocola
     Leopardus braccatus
     Leopardus garleppi
     Leopardus fasciatus
     Leopardus pajeros

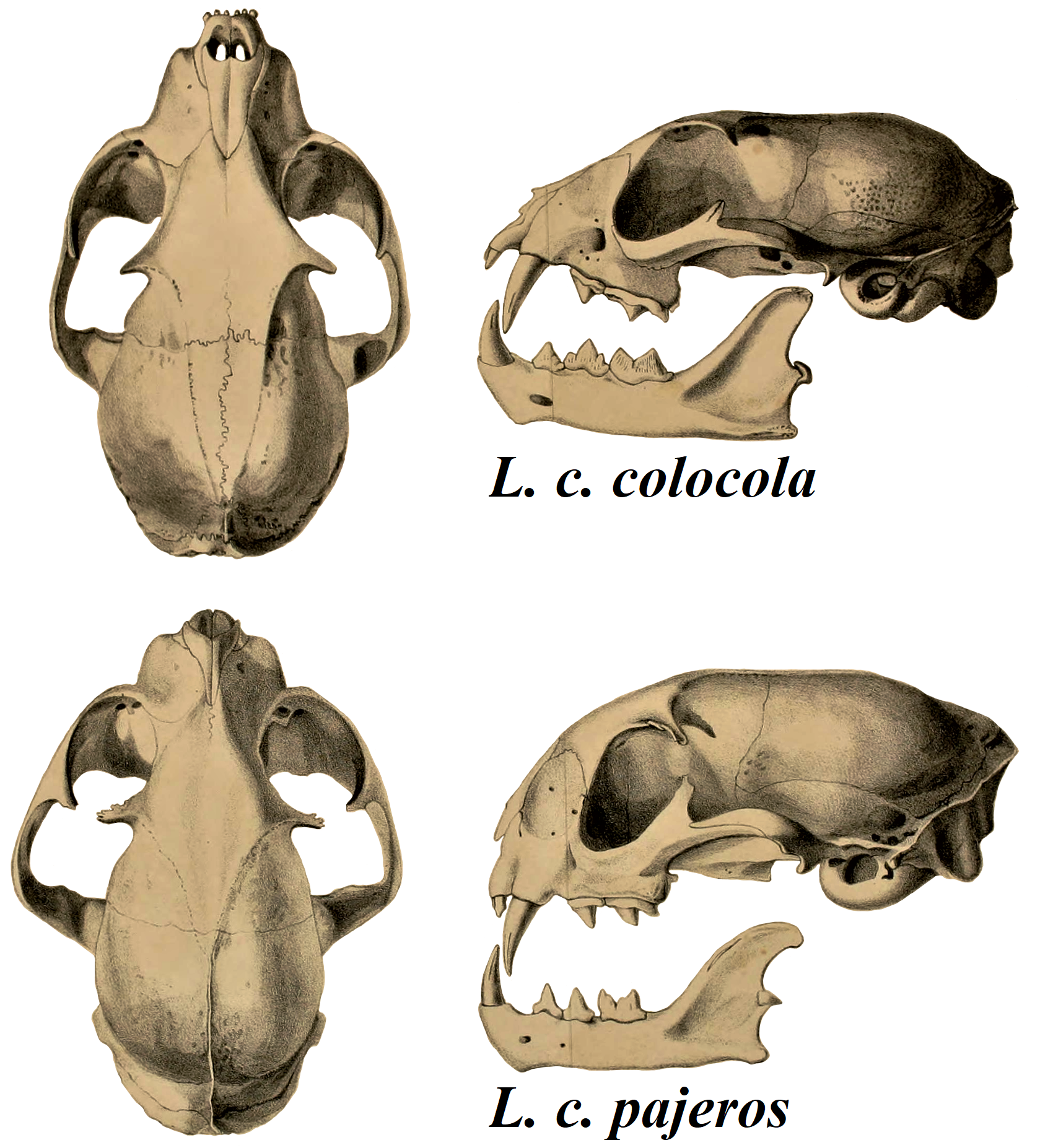
Crani di L. colocola e L. pajeros a confronto.

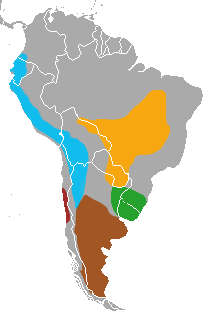
Areale delle cinque specie del gruppo dei «gatti delle pampas».
Leopardus colocola
Leopardus braccatus
Leopardus garleppi
Leopardus fasciatus
Leopardus pajeros

Il colocolo (Leopardus colocola (G. I. Molina, 1782)) è un piccolo felino originario del Cile centrale, presente dal livello del mare fino a 1800 metri di altitudine. Il suo areale, a ovest delle Ande, è compreso tra il confine meridionale del deserto di Atacama a nord e il confine settentrionale della foresta pluviale valdiviana a sud, dove la specie viene sostituita dal kodkod (Leopardus guigna).

## Descrizione
Il colocolo ha una colorazione di base grigia e presenta un disegno formato da linee oblique color cannella sui lati del corpo. La linea mediana del dorso è grigio scuro con alcuni peli sparsi color cannella. Anche la testa e il collo sono grigi con alcuni peli sparsi color cannella. Ai lati della gola vi sono due strisce marrone scuro. La parte posteriore delle orecchie è color cannella con la punta e i margini nerastri. Le zampe, sia anteriori che posteriori, sono grigie e presentano una serie di anelli irregolari di colore bruno-rossastro scuro. La coda è grigia con anelli grigio scuro. Il cranio è caratterizzato da una cresta sagittale ben sviluppata, che si estende per l'intera lunghezza della sutura dell'osso parietale.

## Biologia
Il colocolo è una specie tipica del matorral, un tipo di boscaglia semi-arida intervallata da foreste rade con un clima da mediterraneo a steppico. Pur essendo prevalentemente notturno, è stato osservato anche durante il giorno. Si nutre di roditori (ad esempio cavie e cincillà) e uccelli terricoli (ad esempio tinami). La femmina partorisce da uno a tre piccoli per figliata.

## Tassonomia
Il nome scientifico venne introdotto nel 1782 dal naturalista cileno Juan Ignacio Molina, che descrisse una specie di gatto con il nome Felis colocola, prendendo in prestito un termine dalla mitologia mapuche. Come località tipo venne indicato Santiago. Nelle opere più datate questo felino veniva classificato nel genere Felis, mentre opere più recenti lo accostano al gatto di Geoffroy e al kodkod nel genere Oncifelis. A volte è stato classificato anche in un genere separato, Lynchailurus. Infine, Wilson e Reeder (2005) hanno inserito tutte le specie di Oncifelis nel genere Leopardus. Varie altre forme di felini vennero trattate come sottospecie di colocolo, direttamente quando furono descritte per la prima volta o successivamente. Poiché una di queste sottospecie, L. c. pajeros, è tipica della pampa argentina, divenne pratica frequente indicare la specie Leopardus colocola con il nome comune di «gatto delle pampas».
Questa vecchia classificazione è ancora seguita dal Cat Specialist Group della IUCN, che riconosce le seguenti sottospecie:
- L. c. colocola (Molina, 1782) – Cile centrale;
- L. c. budini (Pocock, 1941) – Bolivia e Argentina nord-occidentale;
- L. c. braccatus (Cope, 1889) – Brasile centrale e Paraguay;
- L. c. garleppi (Matschie, 1912) – Perù, Ecuador e Colombia meridionale a ovest delle Ande;
- L. c. munoai (Ximénez, 1961) – Uruguay;
- L. c. pajeros (Desmarest, 816) – Argentina;
- L. c. wolffsohni (García-Perea, 1994) – Cile settentrionale.

Recentemente, un gruppo di biologi brasiliani ha identificato cinque gruppi genetici distinti all'interno della specie del «gatto delle pampas», corrispondenti principalmente alle sottospecie già riconosciute. In una revisione della tassonomia della specie pubblicata nel giugno 2020, Leopardus colocola è stato suddiviso in cinque specie che differiscono tra loro per morfologia del cranio, colore del mantello e genoma, nonché per la distribuzione geografica:
- L. colocola – Cile centrale;
- L. braccatus – Brasile centrale e Paraguay;
- L. garleppi – Ecuador, Perù e Argentina nord-occidentale (sinonimi: L. budini e L. wolffsohni);
- L. fasciatus – Uruguay.
- L. pajeros – Argentina.

Il seguente cladogramma mostra le relazioni all'interno del gruppo monofiletico dei «gatti delle pampas»:
|  | \| \| Leopardus colocola \| \| \| \| \| \| Leopardus pajeros \| \| \| \| |
|  |                                                                          |
|  | Leopardus garleppi                                                       |
|  |                                                                          |
|  | Leopardus colocola                                                       |
|  |                                                                          |
|  | Leopardus pajeros                                                        |
|  |                                                                          |

|  | Leopardus colocola |
|  |                    |
|  | Leopardus pajeros  |
|  |                    |

|  | Leopardus braccatus |
|  |                     |
|  | Leopardus fasciatus |
|  |                     |

|  | \| \| Leopardus colocola \| \| \| \| \| \| Leopardus pajeros \| \| \| \| |
|  |                                                                          |
|  | Leopardus garleppi                                                       |
|  |                                                                          |
|  | Leopardus colocola                                                       |
|  |                                                                          |
|  | Leopardus pajeros                                                        |
|  |                                                                          |

|  | Leopardus colocola |
|  |                    |
|  | Leopardus pajeros  |
|  |                    |

|  | Leopardus braccatus |
|  |                     |
|  | Leopardus fasciatus |
|  |                     |